# Caserne Major Géruzet

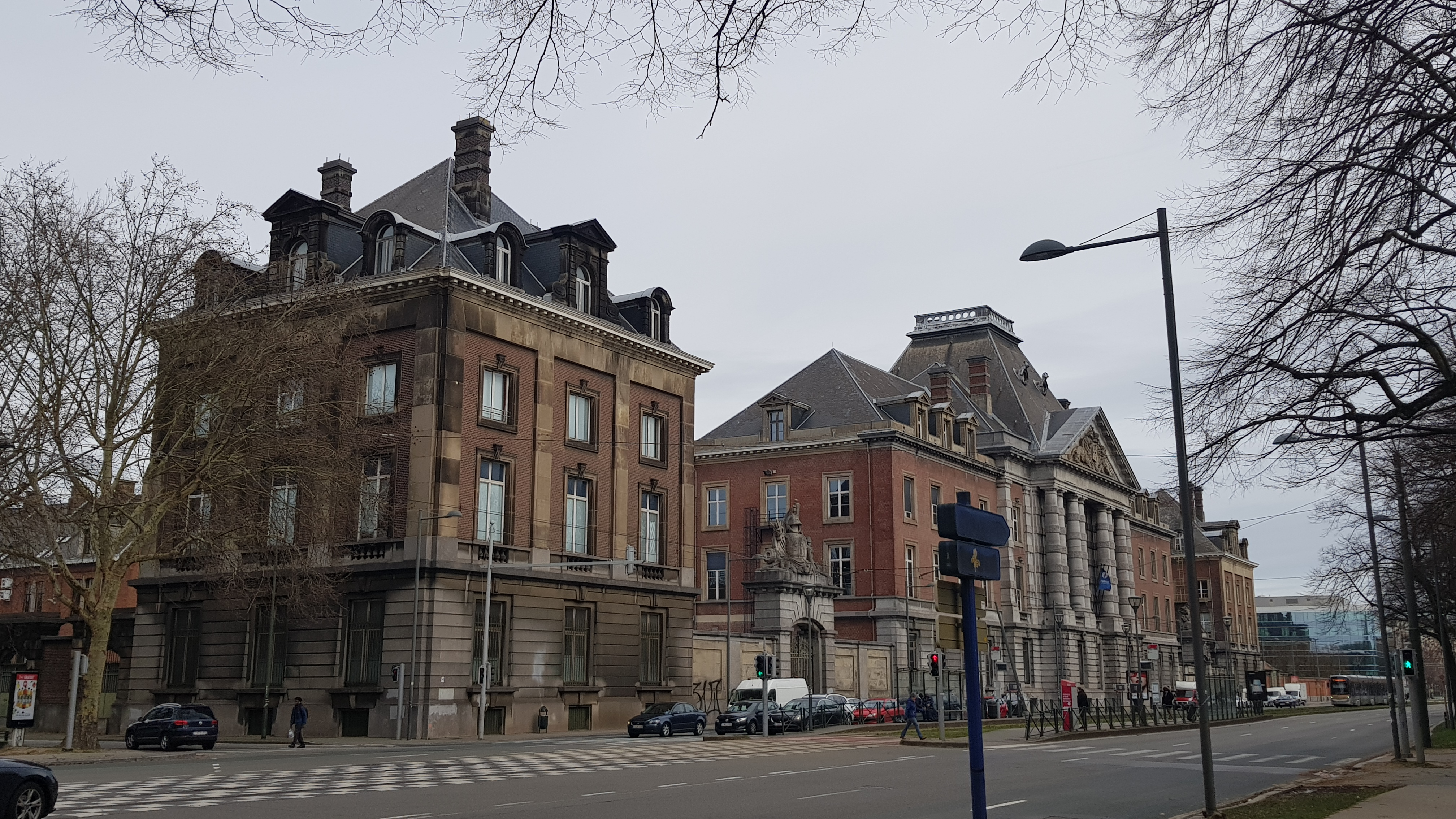
La caserne Géruzet, vue depuis le boulevard Général Jacques.

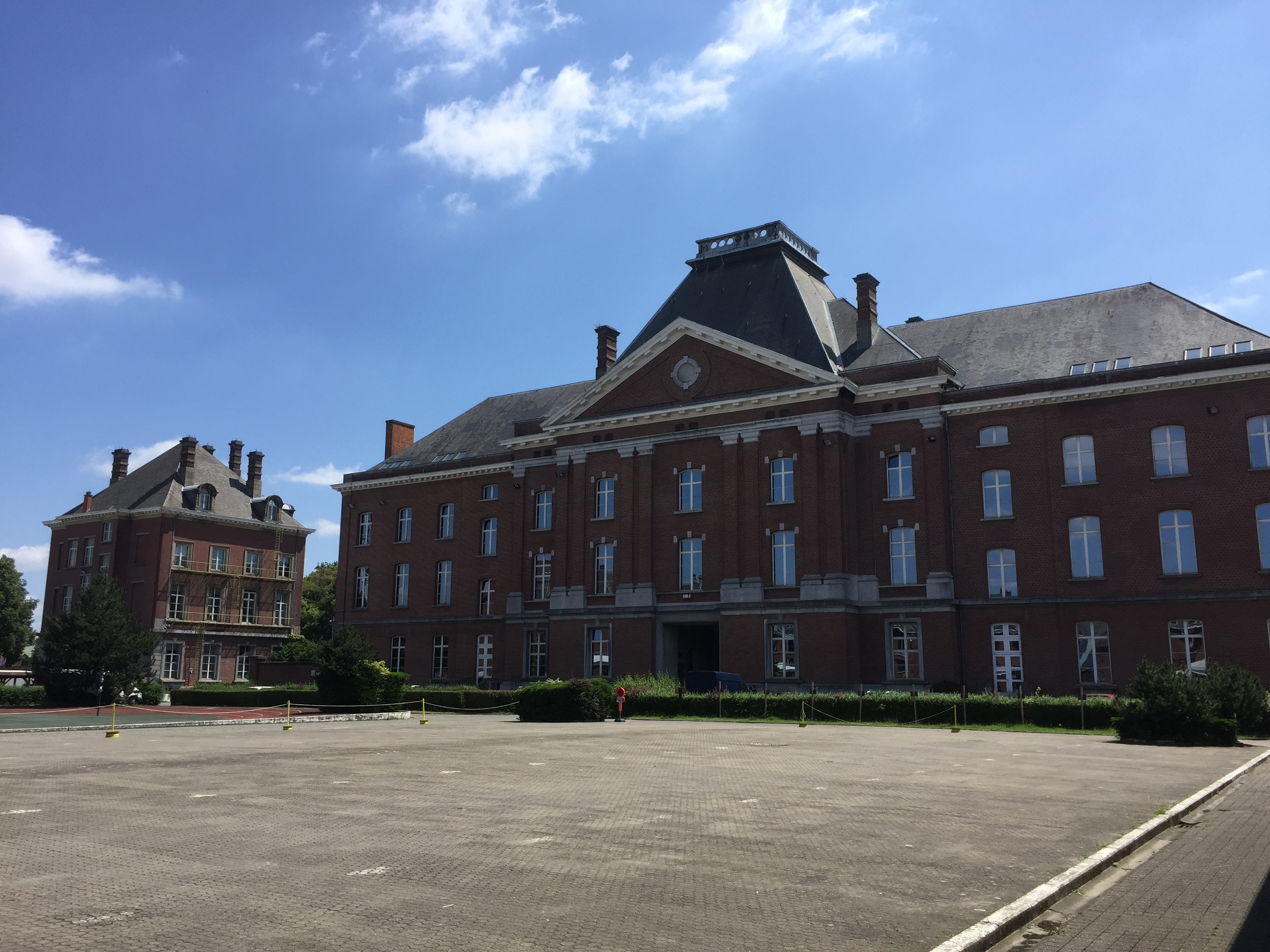
La cour intérieure de la caserne.

La caserne Major Géruzet (en néerlandais : Kazerne Majoor Géruzet) est une ancienne caserne militaire de l'armée belge située sur le boulevard Général Jacques à Etterbeek, dans la région de Bruxelles-Capitale.
Elle fait partie des bâtiments communément appelés les « casernes » et abrite aujourd'hui l'Académie Nationale de Police (ANPA) de la police belge.
Elle tient son nom du Major d'artillerie belge Ivan Albert Géruzet.

## Histoire
Elle fut construite de 1878 à 1882, soit un peu après sa consœur, la caserne Lieutenant Général Baron de Witte de Haelen. Elle abrita tout d'abord le 2e régiment de guides de 1882 à 1926 puis les 6e et 12e régiments d'artillerie.
Après la Seconde Guerre mondiale, elle fut utilisée par la force aérienne jusqu'en 1976, puis par la gendarmerie belge. Après sa dissolution lors de la réforme des polices de Belgique de 2001, le bâtiment fut confié à la police fédérale.